# Pareas nuchalis
Pareas nuchalis är en ormart som beskrevs av Boulenger 1900. Pareas nuchalis ingår i släktet Pareas och familjen snokar. Inga underarter finns listade i Catalogue of Life.
Denna orm förekommer på Borneo. Arten lever i låglandet och i kulliga områden upp till 350 meter över havet. Habitatet utgörs av fuktiga skogar som täcker träskmarker. Honor lägger ägg.
Beståndet hotas regionalt av skogsröjningar. Hela populationen antas vara stor. IUCN kategoriserar arten globalt som livskraftig.